# Francesco Maria Locatelli
Francesco Maria Locatelli (Cesena, 22 febbraio 1727 – Spoleto, 13 febbraio 1811) è stato un cardinale e vescovo cattolico italiano.

## Biografia
Nacque a Cesena il 22 febbraio 1727.
Il 1º giugno 1772 fu nominato vescovo di Spoleto; ricevette la consacrazione episcopale l'8 giugno dello stesso anno dal cardinale Lazzaro Opizio Pallavicini.
Papa Pio VII lo elevò al rango di cardinale in pectore nel concistoro del 23 febbraio 1801; la sua nomina venne resa nota dallo stesso pontefice nel concistoro del 17 gennaio 1803. Il 28 marzo prese possesso del titolo cardinalizio di Santa Maria in Ara Coeli.
Morì il 13 febbraio 1811 all'età di 83 anni.

## Genealogia episcopale
La genealogia episcopale è:
- Cardinale Scipione Rebiba
- Cardinale Giulio Antonio Santori
- Cardinale Girolamo Bernerio, O.P.
- Arcivescovo Galeazzo Sanvitale
- Cardinale Ludovico Ludovisi
- Cardinale Luigi Caetani
- Cardinale Ulderico Carpegna
- Cardinale Paluzzo Paluzzi Altieri degli Albertoni
- Cardinale Gaspare Carpegna
- Cardinale Fabrizio Paolucci
- Cardinale Francesco Barberini
- Cardinale Annibale Albani
- Cardinale Federico Marcello Lante Montefeltro della Rovere
- Cardinale Lazzaro Opizio Pallavicini
- Cardinale Francesco Maria Locatelli